# تمغا (رود)
تمغا (به لاتین: Tamga) یک رود است که در قرقیزستان واقع شده‌است.